# ビデオポーカー

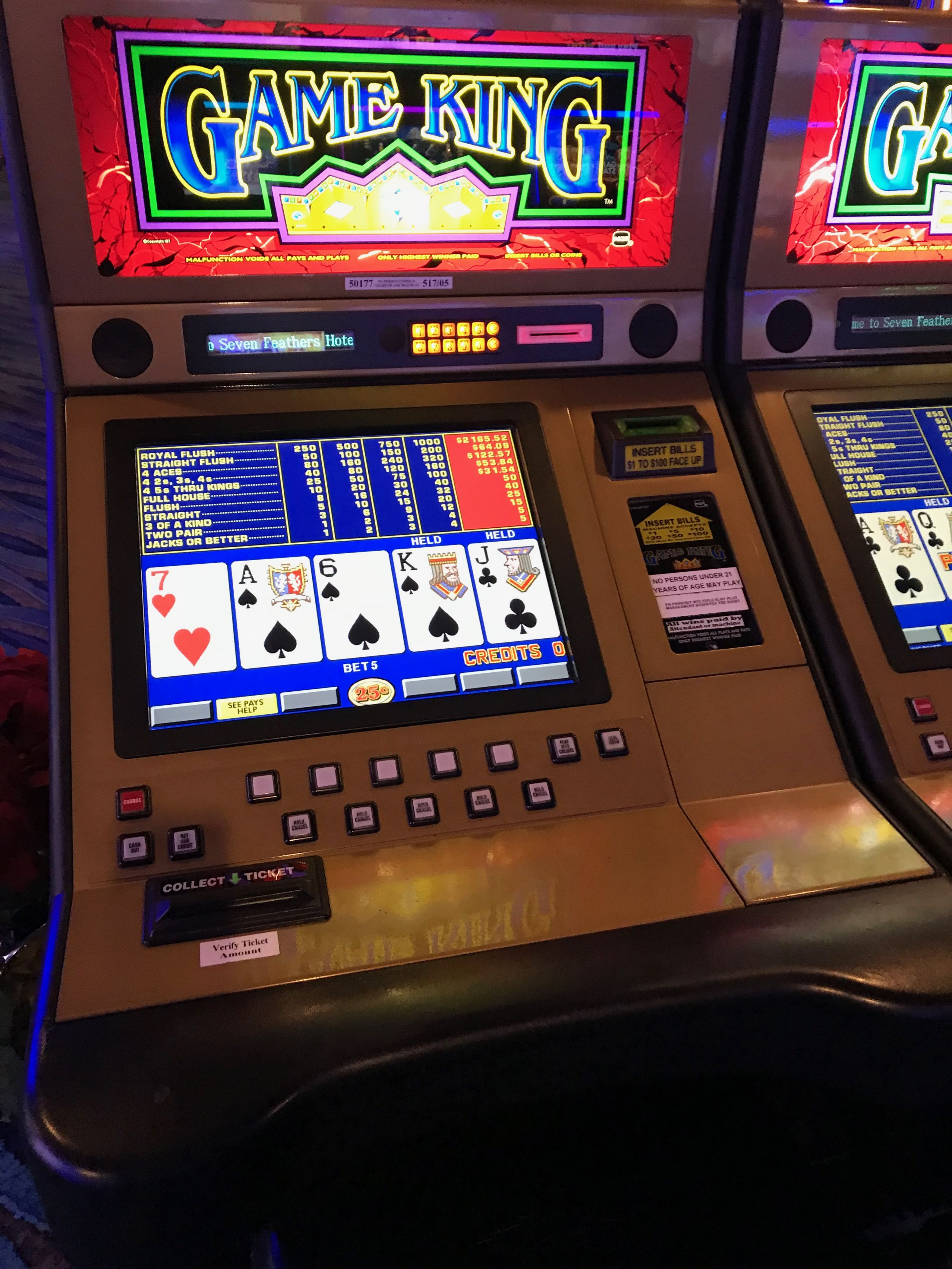
アメリカ・Seven Feathers Casino Resortのビデオポーカー"GAME KING"

ビデオポーカー（Video Poker）は、ビデオモニターに表示されたトランプでポーカーの役を作るゲームで、ギャンブルを目的とする広義のスロットマシンの一種である。基本的には偶然の結果によるチャンスゲーム（game of chance）だが、適正な戦略が存在し、機種や設定によってはプレイヤーの技量次第で期待値が100%に迫るか、または越えるものもあるため、プロプレイヤーが存在するともいわれている。
日本では、メダルゲームの1ジャンルとしての地位を確立している。風俗第五号営業として運営されるので、借りたメダルを利用して賭けを行うことができるが、獲得したメダルを景品等の有価物と交換することはできない。

## ゲームの流れ
ビデオポーカーにはルールのバリエーションが多数存在するが、殆どのゲームの手順はほぼ同一である。以下は、一般的なビデオポーカーのプレイ手順である。
1. 賭け金を投入し、「DEAL」ボタンを押下すると、5枚のカードが表向きに表示される。
2. 残しておきたいカードを、それに対応する「HOLD」ボタンを押下して指定する。
3. 「DRAW」ボタンを押下すると、手順2で「HOLD」ボタンで指定しなかったカードが消え、その場所に新たなカードが表示される。
4. 最終的に画面に表示された5枚のカードで、所定の役ができていれば、役のランクに応じた配当を受ける。

一部のマシンは、プログレッシブジャックポットやその他のユニークなボーナスを提供し、プレイヤーがより多くのコインをプレイしたり、より頻繁にプレイしたりするよう促す。

## ビデオポーカーのバリエーション
英語版ウィキペディアの「List of video poker games」には、2007年2月現在で55種類のゲームが挙げられているが、このリストには、記載漏れか、もしくは意図的に記載していないと思われるケースが散見され、全ての機種を網羅しているとは言えない。しかし、たいていのカジノで見ることができるほど広く普及している機種は限られており、以下はそのような機種の例である。
ジャックス・オア・ベター (Jacks Or Better)
ジャックのワンペア以上の役があれば配当が得られる。ゲーム筐体には単に「DRAW POKER」としか表示されていないものもあり、最も標準的な機種と捉えられている。
ボーナス・ポーカー (Bonus Poker)／ダブルボーナス・ポーカー (Double Bonus Poker)
両機種とも、役の体系はジャックス・オア・ベターに通じるが、フォー・オブ・ア・カインドを、カードランクによって3種類に分類し、それぞれに異なるボーナス配当を設定することで、ギャンブル性を高くしたゲーム。
ダブルダブルボーナス・ポーカー (Doubledouble Bonus Poker)
ボーナス・ポーカーやダブルボーナス・ポーカーで3種類に分類されたフォー・オブ・ア・カインドを、更に役に関係しない残りのカード（キッカー）によって細分化し、より高いボーナス配当が得られる役を設定して、ギャンブル性を更に高めたゲーム。
デューシーズ・ワイルド (Deuces Wild)
4枚の「2」のカードをワイルドカードとするゲーム。ジャックス・オア・ベターとは役の体系が異なる。
ジョーカーズ・ワイルド (Joker’s Wild)
ワイルドカードとなるジョーカーが1枚加わった全53枚のカードで行うゲーム。
ワイルドカードを含むゲームでは、ロイヤルフラッシュの扱いに様々な方法が用いられる。ワイルドカードを含んだエースハイストレートフラッシュをロイヤルフラッシュとして認めるゲームもあれば、ただのストレートフラッシュとしてしか認めないゲームもあり（この場合、配当表には「ROYAL FLUSH W/O JOKER」と表記されると共に画面に「ROYAL FLASH W/ JOKER REGARDS AS STRAIGHT FLASH」と明記される）、中にはロイヤルフラッシュとストレートフラッシュの間の特殊な役（この場合、「ROYAL FLUSH W/ JOKER」と表記される）とするものもある。

## ベーシックストラテジー
ペイアウトテーブルに従って、正しい戦略は常に一意に決定されるが、その戦略は往々にして複雑なものとなる。ここでは、JACKS OR BETTERにおける指針を述べるにとどめる。
- 常にフルベットを行う。これは、ジャックポット（ロイヤル）においてフルベット時のみ特別な恩恵が与えられることが多いためである。フルベットが行えないような場合はデノミの低い機種でプレイすることを考慮する。また、日本のマシンの場合、フルベット未満の場合は役の抽選にも不利になることがほとんどである。下の表もフルベットの条件下での最適戦略である。
- 以下の表を上から見て当てはまったものを残す。全て当てはまらなかったら全てチェンジする。
  - 備考
    - カードの数字が指定されている場合は指定がない限りスートは問わないものとする。なお、10はTと表記している。
    - ロイヤル:ロイヤルフラッシュのこと。
    - ストフラ:ストレートフラッシュのこと。
    - 4カインド:フォーオブアカインドのこと。
    - 3カインド:スリーオブアカインドのこと。
    - 〇枚(役名):ハンドに役に必要なカードのうち〇枚揃っている状態及びそれらのカードのこと。
    - ハイカード:J以上のカードのこと。T以下のカードはローカードと呼ばれる。
    - ハイペア:ハイカードのペアのこと。それだけで役になるので同じ狙い役・枚数で同じ期待値でもハイカードが多いほどハイペアの期待値が高く良い手である。ローカードのペアはローペアと呼ばれる。
    - アウトサイドストレート:連番でかつAが含まれない4枚ストレートのこと。麻雀でいうリャンメン待ち。期待値が高い。アウトサイドでない4枚ストレートはインサイドストレートと呼ばれる。
    - GAP:3枚ストフラ・3枚ストレートがストフラ・ストレートになる期待値を0～2の値で示したもの。値が小さいほど期待値が高い。3,4,5～T,J,Qの3連番は0GAP、2,3,4もしくはJ,Q,Kの3連番、2,3,4,5～T,J,Q,Kの4連番から間を1つ抜いたものは1GAP、A＋2,3,4のうち2つ、J,Q,Kのうち2つ＋A、5連番から間を2つ抜いたものは2GAPである。但し3枚ストフラの場合T以上のみで構成されていたら3枚ロイヤルとなる。
    - ペナルティ:捨てたカードがドローで再び出ることはない。そのため枚数の少ない上位役と枚数の多い下位役との選択で前者を選んだ場合、下位の役に使えるカードを捨てた分だけその下位の役ができる確率が低くなる。通常はペナルティを加味した上で期待値が高くなる方の優先順位を高くしているのだが、場合によってはペナルティの有無で優先順位が逆転することもある。
    - 安全策は、ロイヤルの配当を通常の7割に見積もった上でのストラテジー。確率の低いロイヤルをむやみに狙わず確率の高い他の役を狙うことにより何らかの役ができる可能性が高くなり破産しづらくなる。

  - いきなり全部覚えるのは大変なのでまずは赤字だけ覚えれば良い。次に太字を覚えれば良い。安全策に関しては括弧内は無理に覚えなくても良い。

| ハンド                           | 例外 | 備考 | 備考 | 安全策 |
| -------------------------------- | --- | --- | --- | --- |
| フルハウス以上                   | | | フルハウスより4枚ロイヤルの方が期待値が高いが同時に発生することはないのでフルハウス以上は無条件に残すと覚えて問題ない | |
| 4枚ロイヤル                      | | フラッシュ・ストレートを崩してでも狙う ストフラ(同じスートでKQJT9)はそのまま残す | フルハウスより4枚ロイヤルの方が期待値が高いが同時に発生することはないのでフルハウス以上は無条件に残すと覚えて問題ない | |
| ツーペア以上                     | | 3カインド・ツーペアは役の部分だけ残すことでフルハウス・4カインドへの進化を期待する | 役としては3カインドよりストレートの方が上位で配当も高いが、3カインドの方が3枚だけ残してフルハウス・4カインドへの進化が期待できる分期待値が高くなる ツーペアより4枚ストフラの方が期待値が高いが同時に発生することはないのでツーペア以上は全て4枚ストフラより優先と覚えて問題ない | |
| 4枚ストフラ                      | | ハイペアを崩してでも狙う フラッシュ・ストレートはそのまま残す | 役としては3カインドよりストレートの方が上位で配当も高いが、3カインドの方が3枚だけ残してフルハウス・4カインドへの進化が期待できる分期待値が高くなる ツーペアより4枚ストフラの方が期待値が高いが同時に発生することはないのでツーペア以上は全て4枚ストフラより優先と覚えて問題ない | |
| ハイペア                         | | 同じペアでもハイペアはそれだけで役になるのでローペアより優先順位が高くなる もちろんペアだけを残してツーペアやスリーオブアカインド、さらにはフルハウスやフォーオブアカインドへの進化を期待する | 同じペアでもハイペアはそれだけで役になるのでローペアより優先順位が高くなる もちろんペアだけを残してツーペアやスリーオブアカインド、さらにはフルハウスやフォーオブアカインドへの進化を期待する | |
| 3枚ロイヤル                      | 但し3枚ロイヤルにAとTがあり1枚だけ違うスートのカードがKQJTのいずれかの場合4枚フラッシュの方を優先する      | ハイペアとローペアの間のハンド ハイペアがあったらそちらを残し、ローペアはあっても崩して狙う | AとTがある3枚ロイヤルはストフラ(以上)の可能性が(ロイヤルしか)なくハイカードも2枚しかない最悪の形である 違うスートのカードがTの場合はペア、KQJのいずれかの場合はストレートに対するペナルティとなるため、ストレートペナルティは関係なくチェンジ枚数も少ないためペアペナルティも小さい4枚フラッシュの方が有効となる | 安全策を取るなら常に4枚フラッシュの方を優先する |
| 4枚フラッシュ                    | 但し3枚ロイヤルにAとTがあり1枚だけ違うスートのカードがKQJTのいずれかの場合4枚フラッシュの方を優先する      | ハイペアとローペアの間のハンド ハイペアがあったらそちらを残し、ローペアはあっても崩して狙う | AとTがある3枚ロイヤルはストフラ(以上)の可能性が(ロイヤルしか)なくハイカードも2枚しかない最悪の形である 違うスートのカードがTの場合はペア、KQJのいずれかの場合はストレートに対するペナルティとなるため、ストレートペナルティは関係なくチェンジ枚数も少ないためペアペナルティも小さい4枚フラッシュの方が有効となる | 安全策を取るなら常に4枚フラッシュの方を優先する |
| KQJT                             | | ハイペアとローペアの間のハンド ハイペアがあったらそちらを残し、ローペアはあっても崩して狙う | KQJTはアウトサイドでハイカードも3枚あり4枚ストレートの中で最も良い形なのでTのペアより優先する | |
| ペア                             | | ローペアはそれ自体は役にならないがツーペアやスリーオブアカインド、さらにはフルハウスやフォーオブアカインドへの進化が期待できるので極力残す | KQJTはアウトサイドでハイカードも3枚あり4枚ストレートの中で最も良い形なのでTのペアより優先する | |
| アウトサイドストレート           | | 4枚ストレートで狙うのは基本アウトサイドストレートのみ インサイドストレートはハイカードが3枚以上あるのでない限り狙わない | 4枚ストレートで狙うのは基本アウトサイドストレートのみ インサイドストレートはハイカードが3枚以上あるのでない限り狙わない | |
| 3枚ストフラ(ハイカード数≧GAP)    | | 3枚ストフラの中でもハイカード数≧GAP数の場合優先順位が高くなる 0GAPもしくはハイカードが2枚あったら確定 あとは1GAPでハイカード1枚の場合が該当 | 3枚ストフラの中でもハイカード数≧GAP数の場合優先順位が高くなる 0GAPもしくはハイカードが2枚あったら確定 あとは1GAPでハイカード1枚の場合が該当 | |
| 同じスートのQJ                   | 但し残りの1枚がQJと同じスートか9の場合AKQJの方を優先する                                                   | 同じスートのハイカード2枚の組み合わせの中でもQJの組み合わせはストフラ・ストレートの期待値が最も高いためAKQJより優先順位が高くなる 但し残り1枚が同じスートの場合はフラッシュ、9の場合はストレートに対するペナルティとなっているためこの場合はAKQJの方が優先される 8の場合もストレートペナルティとなっているが、GAP2と期待値が低いので優先順位が逆転するほどのペナルティにはならない | 同じスートのハイカード2枚の組み合わせの中でもQJの組み合わせはストフラ・ストレートの期待値が最も高いためAKQJより優先順位が高くなる 但し残り1枚が同じスートの場合はフラッシュ、9の場合はストレートに対するペナルティとなっているためこの場合はAKQJの方が優先される 8の場合もストレートペナルティとなっているが、GAP2と期待値が低いので優先順位が逆転するほどのペナルティにはならない | 安全策を取るなら常にAKQJの方を優先する |
| AKQJ                             | 但し残りの1枚がQJと同じスートか9の場合AKQJの方を優先する                                                   | 同じスートのハイカード2枚の組み合わせの中でもQJの組み合わせはストフラ・ストレートの期待値が最も高いためAKQJより優先順位が高くなる 但し残り1枚が同じスートの場合はフラッシュ、9の場合はストレートに対するペナルティとなっているためこの場合はAKQJの方が優先される 8の場合もストレートペナルティとなっているが、GAP2と期待値が低いので優先順位が逆転するほどのペナルティにはならない | 同じスートのハイカード2枚の組み合わせの中でもQJの組み合わせはストフラ・ストレートの期待値が最も高いためAKQJより優先順位が高くなる 但し残り1枚が同じスートの場合はフラッシュ、9の場合はストレートに対するペナルティとなっているためこの場合はAKQJの方が優先される 8の場合もストレートペナルティとなっているが、GAP2と期待値が低いので優先順位が逆転するほどのペナルティにはならない | 安全策を取るなら常にAKQJの方を優先する |
| 同じスートのハイカード2枚        | | | | (安全策を取るなら同じスートのハイカ ード2枚とハイカード3枚の4枚ストレートのどちらともとれる状況で前者を取る最、前者にAがあり捨てるカードに同じスートがあるなら3枚フラッシュとして残す) |
| 4枚ストレート(ハイカード3枚)     | 但し3枚のハイカードのうち最も低位のカードが残り2枚と3枚ストフラを構成している場合3枚ストフラの方を優先する | インサイドストレートもハイカードが3枚以上あるなら狙う | 3枚ストフラにストレートペナルティがない場合4枚ストレートより期待値が高くなる | (安全策を取るなら同じスートのハイカ ード2枚とハイカード3枚の4枚ストレートのどちらともとれる状況で前者を取る最、前者にAがあり捨てるカードに同じスートがあるなら3枚フラッシュとして残す) |
| 3枚ストフラ(1GAPorハイカード有)  | 但し3枚のハイカードのうち最も低位のカードが残り2枚と3枚ストフラを構成している場合3枚ストフラの方を優先する | 1GAPでハイカードなし、2GAPでハイカード1枚の場合が該当 2GAPでハイカード1枚の場合例外に注意 | 3枚ストフラにストレートペナルティがない場合4枚ストレートより期待値が高くなる | |
| KQJ                              | | この部分は次のように覚えると良い まずハンド中のハイカードの中で最低位のカードを残すカードの1枚目とする これがAだった場合、他の4枚は全て残さない 1枚目がAでない場合、2枚目は1枚目を基準にして①1つ上位のハイカード②同じスートのT③2つ上位のハイカード（1枚目がKでない場合）④A（1枚目がJの場合のみ）の順で最も優先順位が高いものを残し、どれもなかったら2枚目は残さない 但し1枚目と同じスートの9以下のカードが残り4枚の中にある場合②と③の優先順位は逆転する 最後にQJを残す場合Kもあるなら一緒に残し、KTを残すことになった場合捨てるカードの中に同じスート及び9がないかを確認し共にあったらTは残さずKのみを残すようにする | ハイカードを残すのは主にハイペアを期待するためだが残しすぎるとドローが少なくなり逆に期待値が下がるので低位を優先に2枚まで残すのが有効 低位が優先される理由はそちらの方がストレートの期待値が高くなるため 但しKQJの組み合わせはストレートの期待値が非常に高いため全て残すのが有効 場合によってはTも同じスートならロイヤルの可能性もあるため残していきたいが非常に可能性が低いため2枚目のハイカードの方が優先されやすい フラッシュペナルティでも優先順位が下がる 同じスートでもATの組み合わせで残すことはない また、同じスートのKTよりJのみの方が期待値が高いが、両方あるならKJが優先されるのでこの覚え方で問題ない | |
| QJ                               | | この部分は次のように覚えると良い まずハンド中のハイカードの中で最低位のカードを残すカードの1枚目とする これがAだった場合、他の4枚は全て残さない 1枚目がAでない場合、2枚目は1枚目を基準にして①1つ上位のハイカード②同じスートのT③2つ上位のハイカード（1枚目がKでない場合）④A（1枚目がJの場合のみ）の順で最も優先順位が高いものを残し、どれもなかったら2枚目は残さない 但し1枚目と同じスートの9以下のカードが残り4枚の中にある場合②と③の優先順位は逆転する 最後にQJを残す場合Kもあるなら一緒に残し、KTを残すことになった場合捨てるカードの中に同じスート及び9がないかを確認し共にあったらTは残さずKのみを残すようにする | ハイカードを残すのは主にハイペアを期待するためだが残しすぎるとドローが少なくなり逆に期待値が下がるので低位を優先に2枚まで残すのが有効 低位が優先される理由はそちらの方がストレートの期待値が高くなるため 但しKQJの組み合わせはストレートの期待値が非常に高いため全て残すのが有効 場合によってはTも同じスートならロイヤルの可能性もあるため残していきたいが非常に可能性が低いため2枚目のハイカードの方が優先されやすい フラッシュペナルティでも優先順位が下がる 同じスートでもATの組み合わせで残すことはない また、同じスートのKTよりJのみの方が期待値が高いが、両方あるならKJが優先されるのでこの覚え方で問題ない | |
| 同じスートのJT                   | 但しJTと同じスートのカードが別にあったらKJの方を優先する                                                   | この部分は次のように覚えると良い まずハンド中のハイカードの中で最低位のカードを残すカードの1枚目とする これがAだった場合、他の4枚は全て残さない 1枚目がAでない場合、2枚目は1枚目を基準にして①1つ上位のハイカード②同じスートのT③2つ上位のハイカード（1枚目がKでない場合）④A（1枚目がJの場合のみ）の順で最も優先順位が高いものを残し、どれもなかったら2枚目は残さない 但し1枚目と同じスートの9以下のカードが残り4枚の中にある場合②と③の優先順位は逆転する 最後にQJを残す場合Kもあるなら一緒に残し、KTを残すことになった場合捨てるカードの中に同じスート及び9がないかを確認し共にあったらTは残さずKのみを残すようにする | ハイカードを残すのは主にハイペアを期待するためだが残しすぎるとドローが少なくなり逆に期待値が下がるので低位を優先に2枚まで残すのが有効 低位が優先される理由はそちらの方がストレートの期待値が高くなるため 但しKQJの組み合わせはストレートの期待値が非常に高いため全て残すのが有効 場合によってはTも同じスートならロイヤルの可能性もあるため残していきたいが非常に可能性が低いため2枚目のハイカードの方が優先されやすい フラッシュペナルティでも優先順位が下がる 同じスートでもATの組み合わせで残すことはない また、同じスートのKTよりJのみの方が期待値が高いが、両方あるならKJが優先されるのでこの覚え方で問題ない | 安全策を取るなら同じスートのハイカードとTの組み合わせで残すのはJTとQTの組み合わせのみとし、同じスートのJTを(他に同じスートのカードがない場合は)AJより優先する以外は全てハイカード2枚の方を優先する (同じスートのQTの組み合わせも他に同じスートのカードがありかつ8もしくは9もある場合はQのみ残すようにする) |
| KとQorJ                          | 但しJTと同じスートのカードが別にあったらKJの方を優先する                                                   | この部分は次のように覚えると良い まずハンド中のハイカードの中で最低位のカードを残すカードの1枚目とする これがAだった場合、他の4枚は全て残さない 1枚目がAでない場合、2枚目は1枚目を基準にして①1つ上位のハイカード②同じスートのT③2つ上位のハイカード（1枚目がKでない場合）④A（1枚目がJの場合のみ）の順で最も優先順位が高いものを残し、どれもなかったら2枚目は残さない 但し1枚目と同じスートの9以下のカードが残り4枚の中にある場合②と③の優先順位は逆転する 最後にQJを残す場合Kもあるなら一緒に残し、KTを残すことになった場合捨てるカードの中に同じスート及び9がないかを確認し共にあったらTは残さずKのみを残すようにする | ハイカードを残すのは主にハイペアを期待するためだが残しすぎるとドローが少なくなり逆に期待値が下がるので低位を優先に2枚まで残すのが有効 低位が優先される理由はそちらの方がストレートの期待値が高くなるため 但しKQJの組み合わせはストレートの期待値が非常に高いため全て残すのが有効 場合によってはTも同じスートならロイヤルの可能性もあるため残していきたいが非常に可能性が低いため2枚目のハイカードの方が優先されやすい フラッシュペナルティでも優先順位が下がる 同じスートでもATの組み合わせで残すことはない また、同じスートのKTよりJのみの方が期待値が高いが、両方あるならKJが優先されるのでこの覚え方で問題ない | 安全策を取るなら同じスートのハイカードとTの組み合わせで残すのはJTとQTの組み合わせのみとし、同じスートのJTを(他に同じスートのカードがない場合は)AJより優先する以外は全てハイカード2枚の方を優先する (同じスートのQTの組み合わせも他に同じスートのカードがありかつ8もしくは9もある場合はQのみ残すようにする) |
| 同じスートのQT                   | 但しQTと同じスートのカードが別にあったらAQの方を優先する                                                   | この部分は次のように覚えると良い まずハンド中のハイカードの中で最低位のカードを残すカードの1枚目とする これがAだった場合、他の4枚は全て残さない 1枚目がAでない場合、2枚目は1枚目を基準にして①1つ上位のハイカード②同じスートのT③2つ上位のハイカード（1枚目がKでない場合）④A（1枚目がJの場合のみ）の順で最も優先順位が高いものを残し、どれもなかったら2枚目は残さない 但し1枚目と同じスートの9以下のカードが残り4枚の中にある場合②と③の優先順位は逆転する 最後にQJを残す場合Kもあるなら一緒に残し、KTを残すことになった場合捨てるカードの中に同じスート及び9がないかを確認し共にあったらTは残さずKのみを残すようにする | ハイカードを残すのは主にハイペアを期待するためだが残しすぎるとドローが少なくなり逆に期待値が下がるので低位を優先に2枚まで残すのが有効 低位が優先される理由はそちらの方がストレートの期待値が高くなるため 但しKQJの組み合わせはストレートの期待値が非常に高いため全て残すのが有効 場合によってはTも同じスートならロイヤルの可能性もあるため残していきたいが非常に可能性が低いため2枚目のハイカードの方が優先されやすい フラッシュペナルティでも優先順位が下がる 同じスートでもATの組み合わせで残すことはない また、同じスートのKTよりJのみの方が期待値が高いが、両方あるならKJが優先されるのでこの覚え方で問題ない | 安全策を取るなら同じスートのハイカードとTの組み合わせで残すのはJTとQTの組み合わせのみとし、同じスートのJTを(他に同じスートのカードがない場合は)AJより優先する以外は全てハイカード2枚の方を優先する (同じスートのQTの組み合わせも他に同じスートのカードがありかつ8もしくは9もある場合はQのみ残すようにする) |
| ハイカード2枚                    | 但しQTと同じスートのカードが別にあったらAQの方を優先する                                                   | この部分は次のように覚えると良い まずハンド中のハイカードの中で最低位のカードを残すカードの1枚目とする これがAだった場合、他の4枚は全て残さない 1枚目がAでない場合、2枚目は1枚目を基準にして①1つ上位のハイカード②同じスートのT③2つ上位のハイカード（1枚目がKでない場合）④A（1枚目がJの場合のみ）の順で最も優先順位が高いものを残し、どれもなかったら2枚目は残さない 但し1枚目と同じスートの9以下のカードが残り4枚の中にある場合②と③の優先順位は逆転する 最後にQJを残す場合Kもあるなら一緒に残し、KTを残すことになった場合捨てるカードの中に同じスート及び9がないかを確認し共にあったらTは残さずKのみを残すようにする | ハイカードを残すのは主にハイペアを期待するためだが残しすぎるとドローが少なくなり逆に期待値が下がるので低位を優先に2枚まで残すのが有効 低位が優先される理由はそちらの方がストレートの期待値が高くなるため 但しKQJの組み合わせはストレートの期待値が非常に高いため全て残すのが有効 場合によってはTも同じスートならロイヤルの可能性もあるため残していきたいが非常に可能性が低いため2枚目のハイカードの方が優先されやすい フラッシュペナルティでも優先順位が下がる 同じスートでもATの組み合わせで残すことはない また、同じスートのKTよりJのみの方が期待値が高いが、両方あるならKJが優先されるのでこの覚え方で問題ない | 安全策を取るなら同じスートのハイカードとTの組み合わせで残すのはJTとQTの組み合わせのみとし、同じスートのJTを(他に同じスートのカードがない場合は)AJより優先する以外は全てハイカード2枚の方を優先する (同じスートのQTの組み合わせも他に同じスートのカードがありかつ8もしくは9もある場合はQのみ残すようにする) |
| 同じスートのA以外のハイカードとT | 但しKTと同じスートのカードが別にありかつ9もあったらKのみ残す                                               | この部分は次のように覚えると良い まずハンド中のハイカードの中で最低位のカードを残すカードの1枚目とする これがAだった場合、他の4枚は全て残さない 1枚目がAでない場合、2枚目は1枚目を基準にして①1つ上位のハイカード②同じスートのT③2つ上位のハイカード（1枚目がKでない場合）④A（1枚目がJの場合のみ）の順で最も優先順位が高いものを残し、どれもなかったら2枚目は残さない 但し1枚目と同じスートの9以下のカードが残り4枚の中にある場合②と③の優先順位は逆転する 最後にQJを残す場合Kもあるなら一緒に残し、KTを残すことになった場合捨てるカードの中に同じスート及び9がないかを確認し共にあったらTは残さずKのみを残すようにする | ハイカードを残すのは主にハイペアを期待するためだが残しすぎるとドローが少なくなり逆に期待値が下がるので低位を優先に2枚まで残すのが有効 低位が優先される理由はそちらの方がストレートの期待値が高くなるため 但しKQJの組み合わせはストレートの期待値が非常に高いため全て残すのが有効 場合によってはTも同じスートならロイヤルの可能性もあるため残していきたいが非常に可能性が低いため2枚目のハイカードの方が優先されやすい フラッシュペナルティでも優先順位が下がる 同じスートでもATの組み合わせで残すことはない また、同じスートのKTよりJのみの方が期待値が高いが、両方あるならKJが優先されるのでこの覚え方で問題ない | 安全策を取るなら同じスートのハイカードとTの組み合わせで残すのはJTとQTの組み合わせのみとし、同じスートのJTを(他に同じスートのカードがない場合は)AJより優先する以外は全てハイカード2枚の方を優先する (同じスートのQTの組み合わせも他に同じスートのカードがありかつ8もしくは9もある場合はQのみ残すようにする) |
| ハイカード                       | 但しKTと同じスートのカードが別にありかつ9もあったらKのみ残す                                               | この部分は次のように覚えると良い まずハンド中のハイカードの中で最低位のカードを残すカードの1枚目とする これがAだった場合、他の4枚は全て残さない 1枚目がAでない場合、2枚目は1枚目を基準にして①1つ上位のハイカード②同じスートのT③2つ上位のハイカード（1枚目がKでない場合）④A（1枚目がJの場合のみ）の順で最も優先順位が高いものを残し、どれもなかったら2枚目は残さない 但し1枚目と同じスートの9以下のカードが残り4枚の中にある場合②と③の優先順位は逆転する 最後にQJを残す場合Kもあるなら一緒に残し、KTを残すことになった場合捨てるカードの中に同じスート及び9がないかを確認し共にあったらTは残さずKのみを残すようにする | ハイカードを残すのは主にハイペアを期待するためだが残しすぎるとドローが少なくなり逆に期待値が下がるので低位を優先に2枚まで残すのが有効 低位が優先される理由はそちらの方がストレートの期待値が高くなるため 但しKQJの組み合わせはストレートの期待値が非常に高いため全て残すのが有効 場合によってはTも同じスートならロイヤルの可能性もあるため残していきたいが非常に可能性が低いため2枚目のハイカードの方が優先されやすい フラッシュペナルティでも優先順位が下がる 同じスートでもATの組み合わせで残すことはない また、同じスートのKTよりJのみの方が期待値が高いが、両方あるならKJが優先されるのでこの覚え方で問題ない | 安全策を取るなら同じスートのハイカードとTの組み合わせで残すのはJTとQTの組み合わせのみとし、同じスートのJTを(他に同じスートのカードがない場合は)AJより優先する以外は全てハイカード2枚の方を優先する (同じスートのQTの組み合わせも他に同じスートのカードがありかつ8もしくは9もある場合はQのみ残すようにする) |
| 3枚ストフラ                      | | 2GAPでハイカードがない場合のみ該当 3枚ストフラの中でも最悪の形なのでハイカードすらない場合のみ狙う | 2GAPでハイカードがない場合のみ該当 3枚ストフラの中でも最悪の形なのでハイカードすらない場合のみ狙う | |

パーフェクトストラテジ、セミパーフェクトストラテジ（若干の控除率を犠牲にして、覚えやすさとプレイアビリティを優先したもの）などが数十ドル程度で市販されている。また、いくつかの基本戦略はWeb上で無料で公開されている。
反復練習による速度の向上と精度が重要なため、いくつかの練習用ソフトが市販されている。

### 演出と操作
現在、日本国内において稼働しているビデオポーカーマシンには、本来のカジノ向け機器とは異なる、「先に結論を決めておいてから、それに当てはまるようなカードを現出させる」ものが存在する。これは、日本のメダルゲーム機器における法の規制が存在しないため、このような形を取った方が営業的に楽ということが考えられる（が、当然客の側から見れば好ましくない）。また、違法営業ではあるが、いわゆるポーカー喫茶などの賭博ゲーム場においては、上位役の出現を通常時禁止しておき、店の人間の遠隔操作によってのみ出現するような機種や、設定により一定額以上の配当を禁止する（制限に引っかかると強制的にハズレにする。特にダブルアップのような付加機能に対して適用される）ような機種も存在する。
ただし、特定メーカーの機器においては、基本的にナチュラルディールによりゲームを進行しており、演出などは「カード現出が確定した後に、演出の可否を抽選する」方式を採っているため、上記のような指摘は誤りとなる場合があることにも留意が必要である（前兆やリーチ目などもメーカーによりけりとなる）。